# Josip Freudenreich
Josip Freudenreich ml. (Nova Gradiška, 6. listopada 1827. - Zagreb, 27. travnja 1881.) hrvatski je kazališni umjetnik, jedan od začetnika hrvatskog glumišta i utemeljitelj žanra pučkog igrokaza. 
Njegov djed Carolus Franciscus Freudenreich došao je iz Češke u Hrvatsku i glumio je u kazališnim predstavama u Zagrebu na njemačkom jeziku. Njegov otac Josip Freudenreich stariji bio je vojni kapelnik. Njegov brat Franjo Freudenreich bio je kazališni glumac. Njegova supruga Karolina Freudenreich (umjetnički Norveg) bila je operna i operetna pjevačica te komičarka. Njihova djeca su: Dragica Freudenreich (kazališna glumica), Dragutin Freudenreich (kazališni glumac) i Marija Freudenreich (operna pjevačica i kazališna glumica). Njegovi unuci (djeca od Dragutina) su: Milan Freudenreich (arhitekt i slikar) i Aleksandar Freudenreich (arhitekt).
Svoje prve kazališne korake započeo je 1841. u Karlovcu, gdje je prisustvovao izvedbama Domorodnog teatralnog društva.
Kao svestrani umjetnik koji je obilježio razvoj hrvatskog kazališta u 19. stoljeću, Freudenreich je djelovao kao glumac, redatelj, dramatičar, koreograf, prevoditelj i pedagog. Posebno se istaknuo u karakternim i komičnim ulogama, među kojima su interpretacije: Harpagona u Molièreovom „Škrtcu”, Karla Moora u Schillerovim „Razbojnicima” te Dimitra Hvaranina u Demetrovoj „Teuti”.
Nakon početnog bavljenja poplunarskim i knjigoveškim obrtom, 1845. godine započinje njegova profesionalna kazališna karijera. Nastupao je s hrvatskim i njemačkim putujućim družinama diljem Hrvatske i inozemstva, uključujući: Zagreb, Karlovac, Varaždin, Bjelovar, Ptuj, Temišvar, Lavov i Beč. Prekretnicu u njegovoj karijeri označio je povratak u Zagreb 1860. na poziv Dimitrija Demetra, kada postaje jedan od ključnih aktera u procesu nacionalnog osamostaljenja hrvatskog kazališta.
Freudenreichov najznačajniji doprinos hrvatskoj dramskoj književnosti je uvođenje žanra pučkog igrokaza, inspiriranog bečkom pučkom komediografijom. Njegov prvijenac „Graničari” (1857.), koji spaja elemente tragičnog i komičnog uz dodatak glazbe i plesa, postao je standardno djelo nacionalnog repertoara i jedno od najizvođenijih djela hrvatske dramatike. Među njegova značajnija djela ubraja se i ”Crna kraljica” (1858.) s pripadajućim jednočinim fantastičnim prologom „Prokletstvo na Medvedgradu”.
Kao umjetnički inovator, 1863. godine uvodi operetu u hrvatski kazališni život, a 1870. postaje prvi operni redatelj u povijesti hrvatskog kazališta. Njegov pedagoški rad iznjedrio je niz istaknutih glumaca, među kojima su: Adam Mandrović i Marija Ružička-Strozzi. Oženio se glumicom Karolinom Norveg, s kojom je imao četvero djece koja su nastavila obiteljsku kazališnu tradiciju.
Freudenreichov stvaralački opus, koji uključuje i djela poput „Mađari u Hrvatskoj” (1861.) te „Udmanić ili Zlo rodi zlo” (1873.), značajno je pridonio razvoju hrvatske dramske umjetnosti, posebice kroz spoj izvorne narodne tematike s elementima bečke pučke komike, uz korištenje živog jezika koji je vješto kombinirao štokavski standard s regionalizmima i dijalektalnim osobitostima.
Nalazi se kao jedna od osoba na svečanom zastoru za otvorenje zgrade Hrvatskoga narodnog kazališta u Zagrebu 1895. Izradio ga je Vlaho Bukovac. Zastor je poznat pod imenom „Hrvatski preporod”. 
Bio je prijatelj s hrvatskim skladateljem Ivanom pl. Zajcom.